# Helge Silverstolpe
Helge Gustaf Mannerhielm Silverstolpe, född 10 juni 1881 i Stockholm, död 1968, var en svensk företagsledare.
Helge Silverstolpe var son till justitierådet Karl Fredrik Silverstolpe och Karin Westin. Efter mogenhetsexamen i Stockholm 1900 och avgångsexamen från Tekniska högskolan 1904 praktiserade han i Tyskland och var 1905–1907 chef för Stavsjöbruks gjuteri och mekaniska verkstad. Silverstolpe var ingenjör vid Husqvarna vapenfabriks gjuteri 1907–1910, chef för ASEA:s gjuteri i Västerås 1910–1911 och assistent åt ASEA:s VD 1912–1913. Han var verkstadschef i ASEA 1914–1917 och teknisk direktör i bolaget 1918. 1918 blev Silverstolpe VD och disponent för Surahammars bruks AB och stannade på posten till 1947, då han gick i pension. Bruket genomgick under Silverstolpes ledning en omvandling med stora tillbyggnader och moderniseringar, samtidigt som arbetarnas social förhållanden förbättrades. Silverstolpe var verksam för svensk järnhantering inom flera bolag och andra sammanslutningar. 1939–1942 var han ledamot av Statens industrikommission, 1944–1949 styrelseordförande i Metallografiska institutet och 1944–1952 ordförande bland fullmäktige i Jernkontoret. Han var styrelseordförande i Skogens kolaktiebolag från 1944 och i Wirsbo bruks AB från 1945 samt ledamot av Riksnämnden för ekonomisk försvarsberedskap från 1949. Från 1947 var han ordförande i Riddarhusdirektionen. Han var ordförande i Sura fattigvårdsstyrelse 1919–1934, Sura kommunalstämma 1919–1947 och Sura kommunalnämnd 1930–1947.